# Championnats panaméricains de BMX
Les championnats panaméricains de BMX se déroulent chaque année depuis 1989 et attribuent les titres en BMX pour le continent américain. Ils sont reconnus par la Confédération panaméricaine de cyclisme depuis 1997.
Il existe également des championnats latins, caribéens, sud-américains et nord-américains.

## Éditions
| Année | Lieu      | Ville        |
| ----- | --------- | ------------ |
| 1989  | Colombie  | Bogota       |
| 1990  | ?         | ?            |
| 1991  | ?         | ?            |
| 1992  | Colombie  | Bogota       |
| 1993  | Argentine | Buenos Aires |
| 1994  | Mexique   | Salamanca    |
| 1995  | ?         | ?            |
| 1996  | ?         | ?            |
| 1997  | Brésil    | São Leopoldo |
| 1998  | ?         | ?            |
| 1999  | ?         | ?            |
| 2000  | Colombie  | Bucaramanga  |
| 2001  | Venezuela | ?            |

| Année | Lieu      | Ville                   |
| ----- | --------- | ----------------------- |
| 2002  | ?         | ?                       |
| 2003  | Équateur  | Cuenca                  |
| 2004  | Chili     | Chillán                 |
| 2005  | Brésil    | Sorocaba                |
| 2006  | Venezuela | Guanare                 |
| 2007  | Argentine | La Rioja                |
| 2008  | Brésil    | Paulinia                |
| 2009  | Colombie  | Pasto                   |
| 2010  | Équateur  | Quito                   |
| 2011  | Colombie  | Bello                   |
| 2012  | Bolivie   | Santa Cruz de la Sierra |
| 2013  | Argentine | Santiago del Estero     |
| 2014  | Pérou     | Lima                    |

| Année | Lieu               | Ville               |
| ----- | ------------------ | ------------------- |
| 2015  | Chili              | Santiago du Chili   |
| 2016  | Argentine          | Santiago del Estero |
| 2017  | Argentine          | Santiago del Estero |
| 2018  | Colombie           | Medellín            |
| 2019  | Brésil             | Americana           |
| 2020  | Pas de compétition | Pas de compétition  |
| 2021  | Pérou              | Lima                |
| 2022  | Argentine          | Santiago del Estero |
| 2023  | Équateur           | Riobamba            |
| 2024  | Colombie           | Bogota              |
| 2025  | Chili              | Chillán             |

## Palmarès masculin

### Podiums élites
| Année | Or              | Argent            | Bronze           |
| 2010  | Sergio Salazar  | Augusto Castro    | Jose Luis Diaz   |
| 2011  | Augusto Castro  | Sergio Salazar    | Jonathan Villa   |
| 2012  | Ernesto Pizarro | Andrés Jiménez    | Emilio Falla     |
| 2013  | Miguel Dixini   | Carlos Oquendo    | Cesar Montenegro |
| 2014  | Renato Rezende  | Ramiro Marino     | Emilio Falla     |
| 2015  | Renato Rezende  | Carlos Oquendo    | Ramiro Marino    |
| 2016  | Gonzalo Molina  | Carlos Ramírez    | Ramiro Marino    |
| 2017  | Nicolás Torres  | Gonzalo Molina    | Carlos Oquendo   |
| 2018  | Anderson Souza  | Jefferson Milano  | Nicolás Torres   |
| 2019  | Anderson Souza  | Matias Brizuela   | Diego Arboleda   |
| 2021  | Diego Arboleda  | Nicolás Torres    | Gonzalo Molina   |
| 2022  | Diego Arboleda  | Anderson Souza    | Nicolás Torres   |
| 2023  | Kamren Larsen   | Carlos Ramírez    | Santiago Suárez  |
| 2024  | Diego Arboleda  | Federico Villegas | Santiago Suárez  |
| 2025  | Diego Arboleda  | Gonzalo Molina    | Pedro Queiroz    |

### Podiums moins de 23 ans
| Année | Or               | Argent           | Bronze                  |
| 2022  | Mauricio Molina  | Cristhian Castro | Emiliano De La Fuente   |
| 2023  | Gustavo Vicuña   | Gabriel Mora     | Santiago Santa          |
| 2024  | Pedro Benalcazar | Santiago Santa   | Juan José López         |
| 2025  | Gianni Daddona   | Daniel Tamayo    | Juan Espinosa Cervantes |

### Podiums juniors
| Année | Or                          | Argent                     | Bronze                     |
| 2010  | David Oquendo               | Guilherme Krause G.        | Douglas Carnaval           |
| 2011  | Lucas Alfredo Bustos        | Igor Pereira               | Jean Correa                |
| 2012  | Allan Oliveira              | Miguel Vilela              | Jefferson Milano           |
| 2013  | Hernan Santillan            | Juan Pablo Arboleda        | Gonzalo Molina             |
| 2014  | Nicolás Torres              | Agustin Lopez              | Cristobal Palominos        |
| 2015  | Leandro Da Silva Noronha Jr | Franklin Vasconcelos Vitor | Nicolás Torres             |
| 2016  | Wilson Goyes Larrea         | David Agudelo              | Miguel Angel Tellez Ladino |
| 2017  | Samuel Zuleta               | Mateo Nicolas Espejo       | Juan Felipe Ruiz Munoz     |
| 2018  | Esteban Naranjo             | Camilo Ramírez             | Gonzalo Rengel             |
| 2019  | Mateo Carmona               | Camilo Ramírez             | Vicente Garcia             |
| 2021  | Pedro Benalcazar            | Ignacio Aguilera           | Santiago Santa             |
| 2022  | Santiago Santa              | Pedro Benalcazar           | Franco Molina              |
| 2023  | Thomas Maturano             | Guylherme Paradellas       | Juan Velasquez             |
| 2024  | Thomas Maturano             | Lucas Zimmermann           | Tomas Palmezano            |
| 2025  | Bruno de Souza              | Kaue De Souza Leal         | Valentino Vallejo          |

## Palmarès féminin

### Podiums élites
| Année | Or                       | Argent                   | Bronze                 |
| 2010  | Mariana Pajón            | Andrea Zuluaga           | Yahaira Cifuentes      |
| 2011  | Mariana Pajón            | María Gabriela Díaz      | Stefany Hernández      |
| 2012  | María Gabriela Díaz      | Florencia Ayelen Soriano | Bianca Quinalha        |
| 2013  | Mariana Pajón            | María Gabriela Díaz      | Mariana Diaz           |
| 2014  | Florencia Ayelen Soriano | María Gabriela Díaz      | Bianca Quinalha        |
| 2015  | Mariana Pajón            | Stefany Hernández        | María Gabriela Díaz    |
| 2016  | Mariana Pajón            | María Gabriela Díaz      | Priscilla Carnaval     |
| 2017  | María Gabriela Díaz      | Priscilla Carnaval       | Julia Alves Dos Santos |
| 2018  | Priscilla Carnaval       | Doménica Azuero          | Karla Carrera          |
| 2019  | Mariana Pajón            | Julia Alves Dos Santos   | Doménica Azuero        |
| 2021  | Mariana Pajón            | Andrea Escobar           | Priscilla Carnaval     |
| 2022  | Mariana Pajón            | Paola Reis               | Shanayah Howell        |
| 2023  | Paola Reis               | Molly Simpson            | Priscilla Carnaval     |
| 2024  | Mariana Pajón            | Lexis Colby              | Daleny Vaughn          |
| 2025  | Paola Reis               | Doménica Azuero          | Valentina Muñoz        |

### Podiums moins de 23 ans
| Année | Or               | Argent           | Bronze          |
| 2022  | Valentina Muñoz  | Caroline Rossi   | Micaela Ramirez |
| 2023  | Manuela Martínez | Domenica Mora    | Valentina Muñoz |
| 2024  | Manuela Martínez | Sharid Fayad     | Luisa Moreno    |
| 2025  | Sharid Fayad     | Natalia Mendieta | Keiley Shea     |

### Podiums juniors
| Année | Or                       | Argent                | Bronze                   |
| 2010  |                          | Priscilla Carnaval    |                          |
| 2012  | Thaynara Chaves Morosini | Rosanna Briceno       | Lorena Flores Calzadilla |
| 2013  | Doménica Azuero          | Rosario Aguilera      | Karla Carrera            |
| 2014  | Doménica Azuero          | Rosario Aguilera      | Maria Peinado            |
| 2015  | Maria Osorno Calderon    | Monica Astudillo      | Lady Bucheli             |
| 2016  | Paola Reis               | María Camila Restrepo | Manuela Mazo Villada     |
| 2017  | Paola Reis               | María Camila Restrepo | Gabriela Bolle           |
| 2018  | Laura Ordóñez            | Gabriela Bolle        | Camila Diosa             |
| 2019  | Romina Miranda           | Rocio Pizarro         | Ana Cadavid              |
| 2021  | Manuela Martínez         | Domenica Mora         | Isabela Carranza         |
| 2022  | Sharid Fayad             | Domenica Mora         | Isabela Carranza         |
| 2023  | Sharid Fayad             | Mariana Agudelo       | Natalia Mendieta         |
| 2024  | Nicole Foronda           | Mariana Agudelo       | Sara García              |
| 2025  | Alexis Alden             | Alma Piñeiro          | Mariana Sainea           |